# Hermann Backhaus (Elektrotechniker)
Hermann Emil Wilhelm Backhaus (* 10. September 1885 in Berlin; † 2. Februar 1958 in Brühl) war ein deutscher Elektrotechniker und Hochschullehrer. Von 1951 bis 1952 war er Rektor der Technischen Hochschule Karlsruhe.

## Leben
Backhaus war der Sohn des Berliner Ratsmaurermeisters Hermann Backhaus und dessen Ehefrau Elisabeth Backhaus geborene Große. Nach dem Besuch der Gymnasien in Berlin und Köln legte er 1904 die Reifeprüfung ab. Anschließend studierte er bis 1909 an der Universität Berlin und der Technischen Hochschule Charlottenburg. Von 1909 bis 1920 stand er als Offizier im Militärdienst und nahm am Ersten Weltkrieg teil. Sein letzter Dienstrang war Hauptmann. Im Anschluss war er als Ingenieur bei den Siemens-Schuckert-Werken tätig und promovierte 1923 an der Universität Jena zum Dr. phil. Das Thema seiner Dissertation lautete Über Siebketten und deren Anschluss an Leitungen.
1928 habilitierte Hermann Backhaus zum Privatdozenten für angewandte Physik an der Universität Greifswald. 1932 erfolgte seine Berufung als ordentlicher Professor an der Technischen Hochschule Karlsruhe. 1951 wurde er Rektor dieser Hochschule.
Hermann Backhaus liegt auf dem Hauptfriedhof Karlsruhe begraben.

## Schriften (Auswahl)
- Über Siebketten und deren Anschluss an Leitungen. Dissertation, Jena 1923.
- Theorie akustischer Schwingungen. In: Hans Geiger, Karl Scheel (Hrsg.): Handbuch der Physik, Band VIII, Akustik. Berlin 1927, S. 5–150.
- Der Lehrstuhl und das Institut für theoretische Elektrotechnik und Schwachstrommechanik. In: Friedrich Raab: Die technische Hochschule Fridericiana Karlsruhe. Festschrift zur 125-Jahrfeier. Karlsruhe 1950, S. 251.
- Die Beziehungen zwischen physikalischer und physiologischer Akustik. Rede anlässlich der Rektoratsübernahme am 13. Januar 1951. (= Karlsruher Akademische Reden, Neue Folge, Nr. 9.) Karlsruhe 1952.

## Ehrungen
- 1955: Ehrendoktorwürde der Technischen Hochschule Aachen

## Familie
Am 2. Januar 1920 heiratete Hermann Backhaus Dorothea geborene Ottmann (* 1895), die Tochter des Ministerialdirektors Ernst Ottmann aus Posen. Aus der gemeinsamen Ehe gingen die beiden Söhne Hermann (* 1921) und Peter (* 1930) hervor.